# Departamento Pocito
Pocito es un departamento de la provincia de San Juan, Argentina, localizado al centro sur de la provincia, aproximadamente en el centro de la región de Cuyo, en el sector centro oeste del Valle del Tulúm, aproximadamente al centro oeste de Argentina.
Este departamento posee 515 km², donde se desarrolla un paisaje serrano hacia el oeste y otro, hacia el este, de menor pendiente y muy escasos accidentes orográficos, concentrándose allí más de 50.000 habitantes, sustentados económicamente, en forma equilibrada, en actividades agrícolas, donde predomina una importante producción frutihortícola, y actividades terciarias y agroindustriales varias. A su vez un importante centro de producción de vino argentino, cuya elaboración de vinos es tanto de mesa, artesanales como de alta gama.
Pocito se destaca por formar parte de la Rutas del vino de San Juan y por poseer un destacado turismo rural en la provincia.
Se llamó Departamento Presidente Perón entre 1952 y 1955.

## Toponimia
El nombre de Pocito surge a partir de la leyenda que involucra a una nativa huarpe que se llamaba Mariana. Esta leyenda cuenta que ella se refugiaba bajo un algarrobo, que su pasatiempo era contar fabulosas historias y aventuras a los niños que se acercaban a ella, y que vendía “piedritas brillantes” a vecinos de la zona y a viajeros a la vera de la Ruta Real de las carretas, que comunicaba a San Juan con la Mendoza, y que, según se cuenta, se trataba de pepitas de oro que Mariana extraía de un pocito (diminutivo de pozo).

## Historia
El origen del departamento Pocito se remonta a principios del siglo XIX tras producirse la construcción de un canal de riego, para una posterior desarrollo agrícola en tierras de una zona ubicada al sur de la actual Ciudad de San Juan. La iniciativa fue realizada por el entonces gobernador de turno en la provincia: José Ignacio de la Roza.
La provincia estaba dividida administrativamente en cuarteles urbanos y rurales desde la Revolución de Mayo. En el año 1834, el gobernador Martín Yanzón y su Ministro, Timoteo Bustamente, establecieron la distribución de los departamentos de la Provincia de San Juan por la cual toda la población urbana y rural, excepto las villas, formarían dos departamentos divididos cada uno en tres barrios con relación a los curatos principales. Pocito estaba incluido en el tercer barrio del Departamento del Sur.
El 16 de enero de 1851 el gobernador Nazario Benavídez sancionó el "Reglamento de Irrigación"¨ que a su vez también dividía la provincia en secciones territoriales. Tiempo después Bernardo Rosendo, inspector de agua, dividió la provincia en ocho secciones, que luego aumento a nueve y después a diez, correspondiendo entonces a Pocito la tercera sección.
El 9 de diciembre de 1869, durante el gobierno de Salvador María del Carril, se dictó la Ley de Régimen Departamental conforme el artículo 36 de la Constitución de la provincia y dividía la misma en 18 departamentos de los cuales el quinto fue Pocito.
El 29 de marzo de 1876 la Junta Municipal de Pocito, cuyo comisionado era Julián Mazo, dicta la primera ordenanza para el régimen municipal.
Para el día 9 de agosto de 1884, Carlos Doncel, quien era gobernador en ese momento, crea la actual Villa Aberastain, la que fue nombrada localidad cabecera del departamento. Es la fecha en la que en la actualidad se recuerda coma la fundación de este departamento.

## Geografía

### Localización

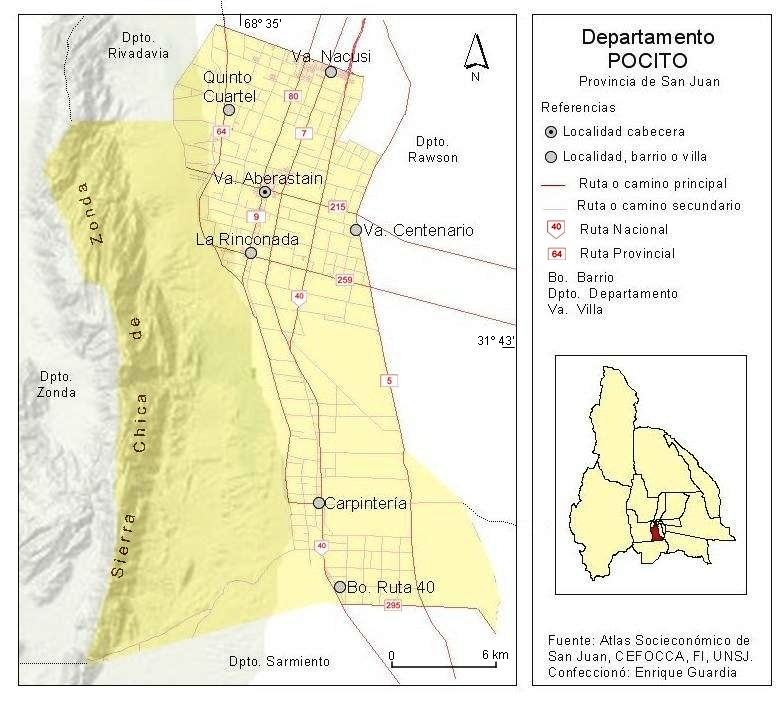
Mapa del departamento.

El departamento Pocito se encuentra ubicado en el centro sur de la provincia de San Juan, al sur de la ciudad de San Juan, a 15 kilómetros, posee una superficie de 515 kilómetros cuadrados. Sus límites son:
- Al norte con los departamentos de Rawson y Rivadavia
- Al sur con el de Sarmiento
- Al este con el de Rawson
- Al oeste con el de Zonda

### Relieve
En forma general, Pocito, posee un relieve positivo hacia el oeste con la presencia de la Sierra Chica de Zonda, y otro negativo hacia
el este donde se asientan las actividades de tipo antrópica.
La zona montañosa ubicada en el sector occidental presenta una serie de cordones con una dirección general norte-sur. Esta formación está representada por el Cordón de Las Lajas, los cerros de La Rinconada y el Cordón de La Flecha que a su vez están adosadas al sistema de las Sierras de Zonda, Esta formación presenta distinta altitud con una pendiente general hacia el este y con una altura máxima ubicada sobre el límite oeste del departamento sobrepasando los 2.000 m s. n. m.
A los cordones mencionados se agregan el Cerro Las Lajas, El Jaguel, Cerro Flecha y Piedra de Afilar y los Cerritos Negros. Dentro de este relieve positivo encontramos zonas negativas como la Quebrada Las Lajas y Gegenes y una serie de lomadas como son Carpintería y Portezuelo. La formación aislada del Cerro Valdivia constituye, desde el punto de vista geológico, una de las últimas estribaciones de las Sierras Pampeanas de origen paleozoico.

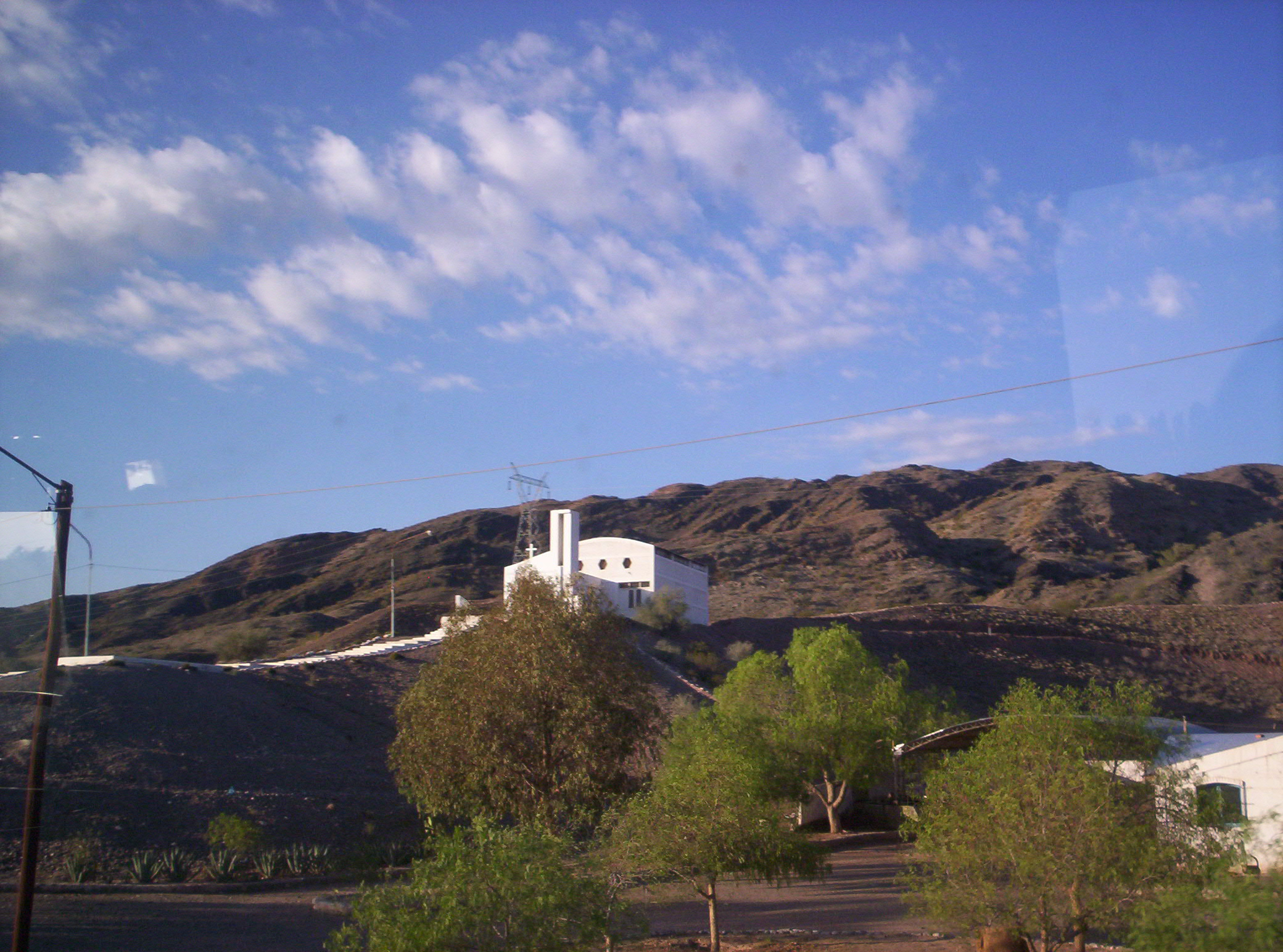
Vista al cerro Valdivia ubicado al sur del departamento, donde se ubica una iglesia.

En el resto del departamento hay sedimentación gruesa, consecuencia del desgaste de la zona montañosa arrastrado por las aguas, que va disminuyendo hacia el este en espesor y cambiando su textura hasta convertirse en material fino desde la zona del Canal Quinto Cuartel, hacia el naciente, lo que permite que esta área sea cultivable gracias al riego artificial mediante una red de canales que son derivados del Río San Juan.
En síntesis, el 55% de la superficie del departamento se encuentra sobre el área del oasis del Valle del Tulum, una zona
rica en agua que concentra la mayor capacidad productiva y poblacional de la provincia de San Juan. Así, en la mitad este del departamento, predomina un paisaje cultivado, mientras que la zona oeste se caracteriza por un cordón de serranías que actúa como límite con el departamento Zonda.

### Sismicidad
La sismicidad del área de Cuyo (centro oeste de Argentina) es frecuente y de intensidad baja, y un silencio sísmico de terremotos medios a graves cada 20 años en distintas áreas aleatorias.

### Terremoto de Caucete 1977
El 23 de noviembre de 1977, Caucete fue asolada por un terremoto que dejó como saldo lamentable 65 muertos y un porcentaje importante de daños materiales en edificaciones.
El Día de la Defensa Civil fue asignado por un decreto que recuerda el sismo que destruyó la ciudad de Caucete el 23 de noviembre de 1977, con más de 40.000 víctimas sin hogar. No quedaron registros de fallas en tierra, y lo más notable efecto del terremoto fue la extensa área de licuefacción (posiblemente miles de km²).
El efecto más dramático de la licuefacción se observó en la ciudad, a 70 km del epicentro: se vieron grandes cantidades de arena en las fisuras de hasta 1 m de ancho y más de 2 m de profundidad. En algunas  casas, sobre esas fisuras, el terreno quedó cubierto de más de 1 dm de arena.

#### Sismo de 1861
Aunque dicha actividad geológica ocurre desde épocas prehistóricas, el terremoto del 20 de marzo de 1861 señaló un hito importante dentro de la historia de eventos sísmicos argentinos, ya que fue el más fuerte registrado y documentado en el país. A partir de este, la política de los sucesivos gobiernos mendocinos y municipales han ido extremando cuidados y restringiendo los códigos de construcción. Pero solo con el terremoto de San Juan de 1944 del 15 de enero de 1944 (81 años), el gobierno sanjuanino tomó estado de la enorme gravedad sísmica de la región.

### Suelo
El suelo es, en general, rico y con buenas condiciones para uso agrícola, lo que sumado al clima templado da lugar a una buena aptitud del territorio para variadas tipologías de cultivos. Además, el departamento cuenta con aguas subterráneas superficiales de calidad que constituyen un valioso recurso de riego, existiendo reservas de suelo con gran potencialidad para la ampliación de las explotaciones agrícolas. El departamento posee también importantes reservas de rocas carbonáticas muy preciadas por su aprovechamiento industrial de aplicaciones diversas, actualmente en crecimiento.
La Flora está compuesta por retamos, algarrobos, jarilla (en las partes bajas de las montañas), chañares, aragua (en las pendientes), tuscas, chilcas y pichanas (en los valles húmedos).
Entre su Fauna encuentran guanacos, vicuñas, zorros, ratón andino, aguiluchos, lechuzos, chimangos, perdices, martinetas, liebres, conejos silvestres, piches o quirquinchos.

### Hidrografía

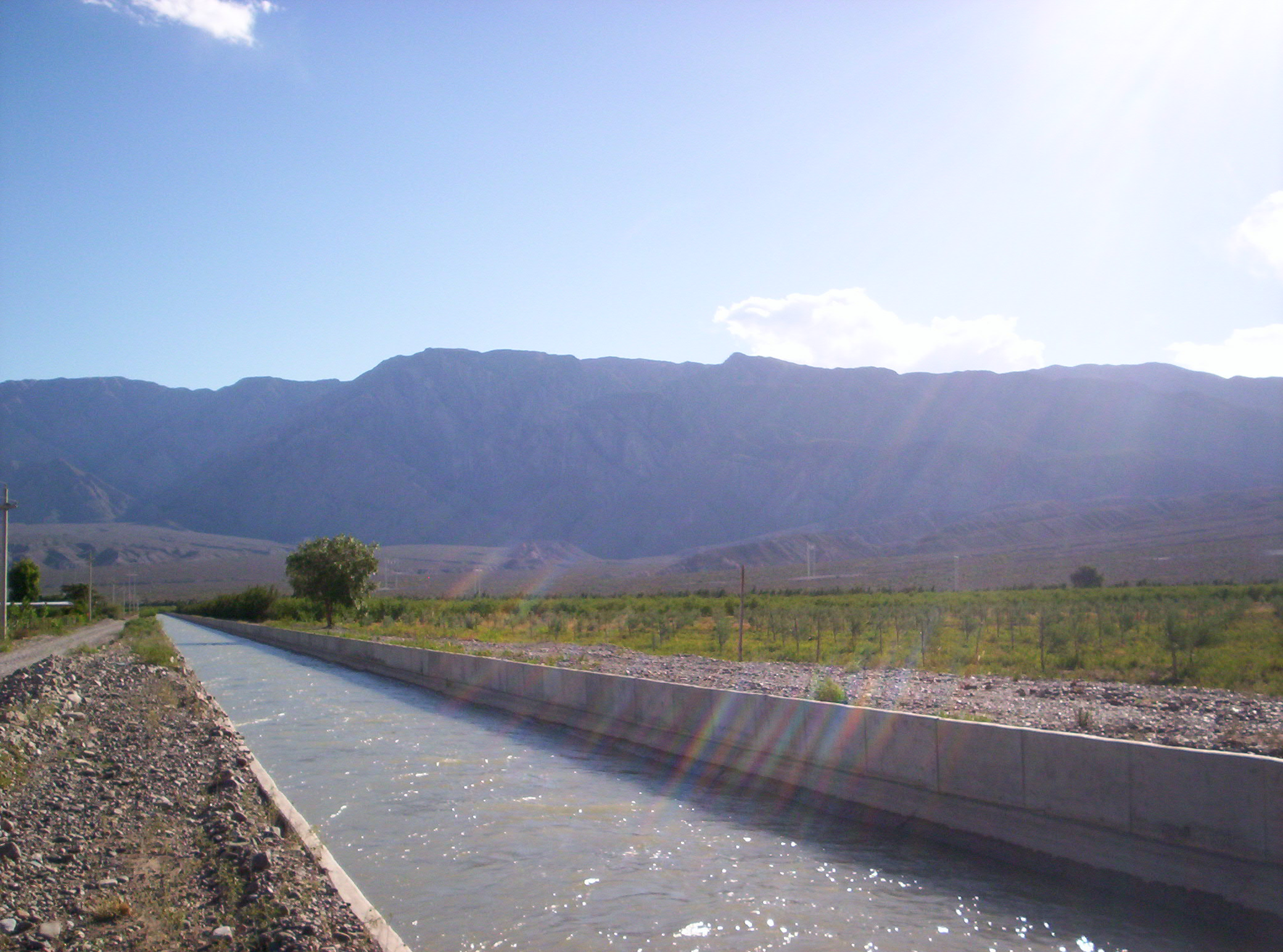
Canal de regadío.

El departamento Pocito es abastecido por una red de riego artificial de canales de cemento. Se origina desde los canales Céspedes y Quinto Cuartel que corren de norte a sur con caudal proveniente de la margen derecha del río San Juan, permitiendo el desarrollo de la agricultura y el abastecimiento de la población. Se le suma también la extracción de agua subterránea por parte de los agricultores de la zona.

### Clima
Seco con temperaturas máximas de 40 °C en verano y mínimas de bajo cero en el invierno. La presión atmosférica y el porcentaje de humedad es generalmente bajo, llegando a ser mínimo en los meses de agosto y septiembre debido a los vientos Zonda que soplan a menudo en la zona.

## Distritos
- Barrio Ruta 40
- Carpintería
- La Rinconada
- Quinto Cuartel
- Villa Aberastain
- Villa Barboza
- Villa Centenario
- Villa Nacusi
- Barrio Parque Norte

## Población
Según el censo del 2001 Pocito tuvo 40.969 habitantes, colocándolo en uno de los más poblados de la provincia. La misma se distribuyó en centro y al norte de su superficie. Los continuos urbanos, Aberastain - La Rinconada y Villa Barboza - Villa Nacusi concentran casi el 90% de la población. La última área urbana tuvo la particularidad de formar parte del Gran San Juan.
En 2010, Pocito (con 53.162 habitantes) pasó a ser el quinto departamento más poblado de la provincia, superando a Santa Lucía (50.968 habitantes, según datos del mismo censo).
Para el censo 2022 el departamento registró 72 915 habitantes; lo que representó un aumento en la cantidad de personas del 37,2% mayor que el crecimiento poblacional provinciala situado en 20,8%. Estos datos le valieron al departamento tener la quinta población y segundo mayor crecimiento poblacional de la provincia.

## Economía

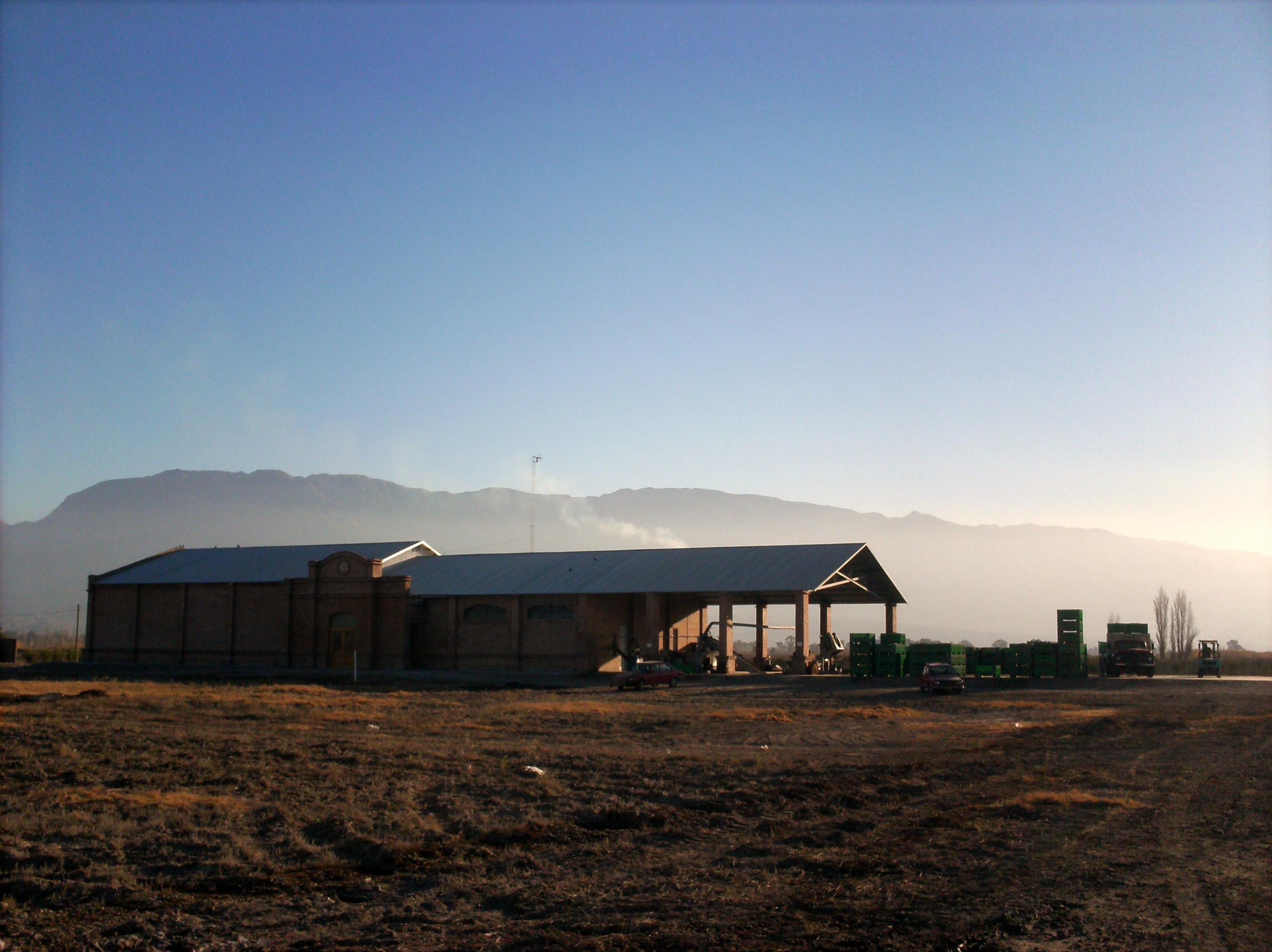
La producción agroindustrial domina las actividades económicas de la zona.

### Agricultura

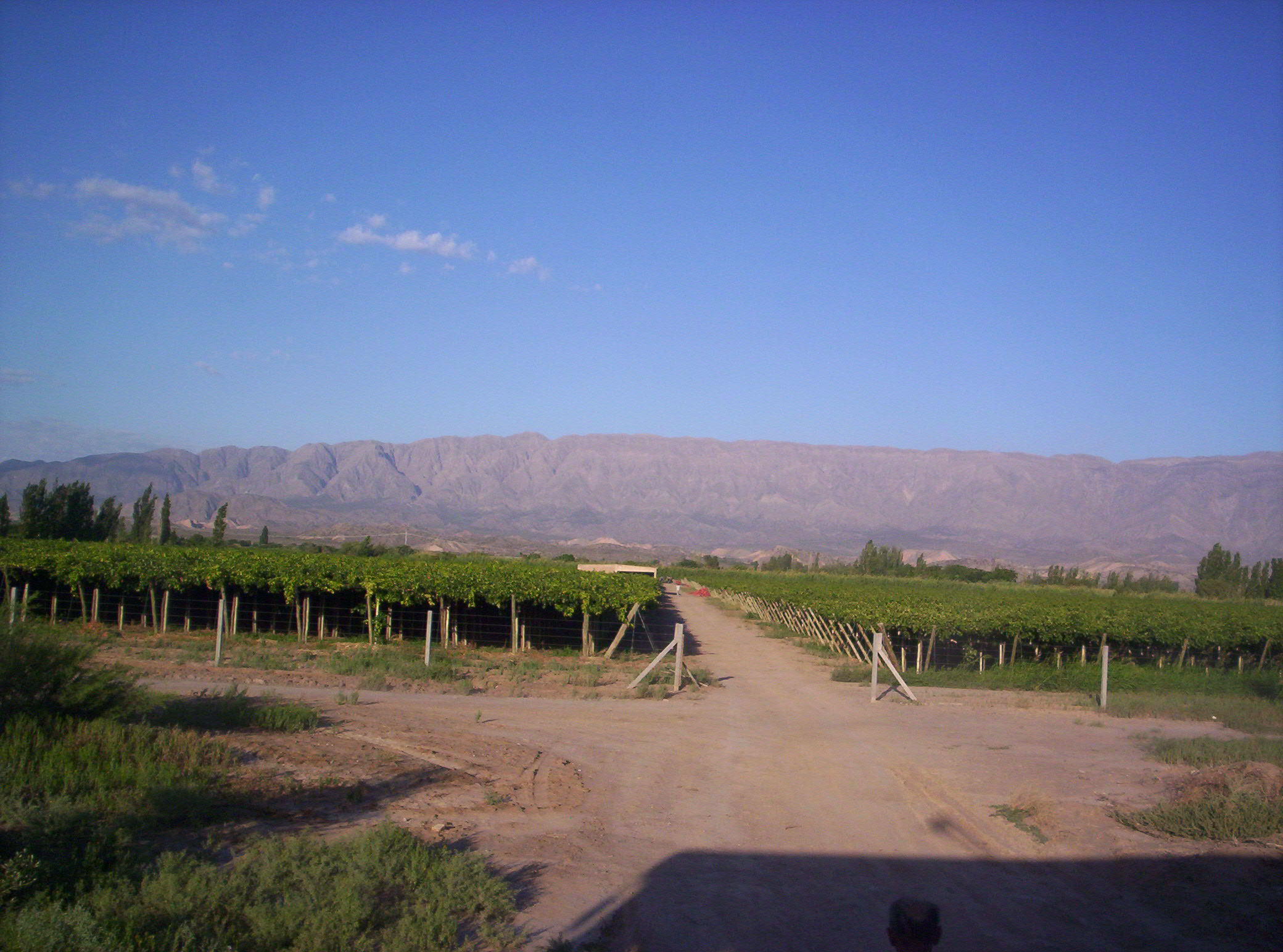
Viñedos en Carpintería.

El territorio de Pocito tiene cinco tipos de suelos, clasificados como muy buenos para el cultivo de especies en general. Por ello la actividad que prima en el departamento es la agrícola y agroindustrial.
De las 740.804 ha que componen el total de la superficie sanjuanina, 35.125 ha corresponden a Pocito, lo que implica algo más del 4,74% de dicha superficie, de las cuales 9.615 ha son cultivadas. Esto significa que el departamento representa el 12,06% de la superficie provincial cultivada y lleva a dimensionar el peso relativo que en el departamento tiene el sector agrícola.
Prosperan en la zona cultivos de vid (variedades viníferas, mesa y pasas), hortalizas (ajo, cebolla, tomate, zapallo, camote, espárrago, pimiento, alcaucil, poroto, acelga, lechuga, remolacha, papa, maíz, choclo, haba, arvejas, zanahoria), olivo, almendras y frutales (melón, damasco, durazno, ciruela), forrajeras, forestales y semillas.
También se está comenzando a desarrollar el turismo, ya que Pocito ofrece una nueva opción para el turista.  Participar en las actividades agrícolas, degustar vinos artesanales, cabalgar y hacer ciclismo son algunas de las actividades que pueden realizar los que lleguen a este departamento.

### Industria
En el departamento Pocito se industrializan la uva en las denominadas bodegas, destacándose la producción de vinos finos elaborados con distintas variedades y que son reconocidos. También existen secaderos de pasas que elaboran, junto al resto de la provincia, el 90 % de lo que exporta Argentina. A su vez es común la presencia de establecimientos dedicados a la producción de aceite de oliva y aquellos que se dedican a la elaboración de aceitunas para conserva. Las hortalizas son industrializadas en establecimientos ubicados en la localidad. Existen plantas de empaque de ajo y uva las cuales le dan un mayor valor agregado a lo producido.

### Turismo
El departamento Pocito ocupa un lugar destacado en el turismo temático de las Rutas del Vino a través de la inclusión de bodegas y olivícolas que producen varietales de alta gama. En este circuito turístico, además de recibir información sobre la elaboración de los diferentes vinos y aceites de oliva, los turistas pueden degustar los mismos y realizar visitas guiadas en los establecimientos . Entre las bodegas que conforman el circuito están: Segisa, Fabril Alto Verde, Las Marianas y Miguel Más y entre las olivícolas encontramos: La Pocitana, Tutuna, La Salmuera y La 14 Gourmet.
El Centro de Aviación Civil de Pocito es el segundo aeropuerto en importancia de la provincia. Alberga los aviones y helicópteros utilizados en misiones oficiales. En el Centro se dictan cursos de formación de pilotos civiles y se desarrollan actividades deportivas como paracaidismo y aeromodelismo. El sitio también ofrece vuelos de tipo turístico o recreativo.

### Transporte
El departamento Pocito posee de una buena accesibilidad por carretera (calle), pero internamente existen problemas de conectividad entre las distintas zonas del departamento y el transporte público es insuficiente en áreas suburbanas y rurales. La conectividad por vía terrestre se realiza a través de la Ruta Nacional 40, que atraviesa el país en dirección norte-sur, del mismo modo para el caso del departamento, y en lo que respecta a la dirección este-oeste, se conecta con el corredor Barreal-Los Berros (Ruta Nacional 153), que está creciendo en importancia, además del corredor andino y la conectividad con el Océano Pacífico a través del corredor de Uspallata, a través de la Ruta Nacional 149.
El sistema vial de Pocito se compone principalmente de la Ruta Nacional N.º 40, la red viaria primaria y secundaria y los caminos rurales municipales. Este sistema permite una buena accesibilidad a las zonas departamentales más pobladas, si bien para llegar a las áreas rurales es necesario transitar en algunos tramos por vías no pavimentadas. En este sentido, se debe señalar que, a nivel interno, las insuficiencias de la red de vías secundarias y caminos dificulta la comunicación entre las zonas más alejadas con el centro departamental (Aberastain y La Rinconada). Si bien el departamento está adecuadamente vertebrado verticalmente (dirección Norte- Sur) los problemas de conectividad se dan entre el centro y las zonas Este y Oeste.